# Минско побрђе
Минско побрђе (рус. Минская возвышенность; блр. Мінскае ўзвышша) благо је заталасано подручје у виду побрђа моренског порекла у централним деловима Минске области у Републици Белорусији. Име је добило управо према главном граду те земље Минску који се налази готово у самом средишту побрђа. Простире се од горњег дела тока реке Њемен на западу до Лукомског језера на истоку и део је знатно пространије морфолошке целине Белоруске греде.
Обухвата територије Барисавског, Валожинског, Вилејског, Дзјаржинског, Крупског, Лагојског, Маладзаченског, Минског и Смаљавичког рејона Минске области.
Највише је то подручје не само Белоруске греде него и целе Белорусије са просечним надморским висинама између 200 и 300 метара. Највиша тачка је Дзјаржинска гора која је са надморском висином од 345 метара уједно и највиша тачка Белорусије (налази се на око 30 километара западно од Минска). На Минском побрђу се налазе и следећа два највиша врха Белорусије – Лисаја (342 метра) и Мајак (335 метара).
На том подручју свој ток започињу реке Свислач (притока Дњепра) и Уша (75 км, притока Вилије), те је побрђе самим тим и развође између сливова Балтичког мора на северу и Црног мора на југу.
У основи побрђа налазе се стене девонске, кредине и палеогенске старости, док је савремени површински рељеф формиран деловањем Сошког ледника који је био активан у периоду од пре 220 и 110 хиљада година.
Подручје је у највећем делу обрасло шумама бора и смрче са нешто ређим групацијама брезе, док су благе падине углавном претворене у оранична подручја.